# Città di Armadale
La città di Armadale è una delle 29 local government areas che si trovano nell'area metropolitana di Perth, in Australia Occidentale. Essa si estende su di una superficie di 545 chilometri quadrati ed ha una popolazione stimata in circa 55.000 abitanti.